# Christian Ludovici
Christian Ludovici (* 6. Januar 1663 in Landeshut/Schlesien; † 15. Januar 1732 in Leipzig) war ein deutscher klassischer Philologe, Theologe, Orientalist und Rektor.

## Leben
Ludovici wurde 1663 im schlesischen Landeshut als Sohn des Oberbäckermeisters Georg Ludovici und dessen Frau Rosina Pohl, geboren. Er hatte die römisch-katholische Schule seiner Heimatstadt besucht und im sechzehnten Lebensjahr das Gymnasium St. Elisabeth in Breslau bezogen. Nach dem Tod seines Vaters nahm er an der Universität Leipzig ein Studium auf, wobei er sich vornehmlich einem Studium der orientalischen Sprachen bei August Pfeiffer widmete. Daneben besuchte er die Vorlesungen in Philosophie bei Valentin Alberti und Johann Schmid, Astrologie und Naturlehre hatte er von Johann Gottlieb Hardt vermittelt bekommen, Geschichte von Christian Friedrich Franckenstein und die Geographie von Johannes Günther. 1687 wurde er zum Dr. phil. promoviert.
Seine Studienbemühungen gipfelten im Erwerb des akademischen Grades eines Magisters der Philosophie, er wurde Hauslehrer eines Leipziger Bürgers und setzte seine theologischen Studien während jener Zeit in Leipzig fort. Hierzu besuchte er die Vorlesungen von Johannes Günther (1660–1714), Johann Benedict Carpzov II., Valentin Alberti, Johann Schmid und Johannes Olearius. 1693 wurde er als Beisitzer an der philosophischen Fakultät der Leipziger Hochschule aufgenommen, wurde 1697 Konrektor der Thomasschule zu Leipzig, 1698 Kollegiat am Frauenkollegium, 1699 außerordentlicher Professor der orientalischen Sprachen und des Talmuds und schließlich 1700 ordentlicher Professor des sogenannten Organi Aristotelici (Logik nach Aristoteles).
Daneben verfolgte er vor allem seine theologischen Studien. 1701 wurde er Lizentiat der Theologie, promovierte 1724 mit der Arbeit De Spiritu Mosis in LXX. Seniores posito, pro Doctoratu zum Doktor der Theologie und legte aufgrund gesundheitlicher Beeinträchtigung im selben Jahr das Konrektorrat an der Thomasschule nieder. 1726 wurde er Kurator des Paulinerfiskals und Kollegiums, 1730 wurde er Senior der polnischen Nation, bald darauf Senior des Frauenkollegiums und Decemvir der Hochschule. Ludovici hatte sich auch an den organisatorischen Aufgaben der Leipziger Hochschule beteiligt. So war er in den Jahren 1703, 1709, 1713, 1715, 1719, 1725 und 1732 sieben Mal Dekan der philosophischen Fakultät, drei Mal Prokanzler und in den Jahren 1724 und 1730 Rektor der Alma Mater.

## Familie
Aus seiner am 16. August 1700 geschlossenen Ehe mit Christine Sophie († 10. Juni 1731 in Leipzig), die Tochter des Professors der Rechte Gottfried Nikolaus Ittig, gingen zehn Kinder hervor. Davon erreichten jedoch nur vier Kinder das Erwachsenenalter.
- Gottfried Thomas Ludovici Mag. phil und Dr. jur. verh. mit Erdmund Rosina Reichel (* Kamenz)
- Gertraud Sophia Ludovici verh. 1725 mit dem Oberhofgerichts und Konsistorialadvokaten Johann Gottlieb Reichel (eine Tochter Sophia Regina († jung))
- Carl Günther Ludovici (1707–1778), Philosoph, Lexikograf und Wirtschaftswissenschaftler
- Johanna Rosina Ludovici verh. mit dem Dr. med., Kollegiat am Frauenkollegium und Mitglied der Kaiserlichen Gesellschaft Curiosum naturae Christian Michael Adolphi

## Werke
- als Doktorvater
  - Diss. de officio delinquentium intuitu poenarum. 1687
  - Diss. de praecipuis jurisjurandi formulis Hebraeis, Graecis & Latinis. 1692
  - Diss. de Atheorum poenis. 1693
  - Diss. de festivitate sive tribus Judaeorum festis solennioribus. 1696
  - Diss. de ststutis. 1696
  - Diss. R. Levi Ben Gerson commentarium Rabbinicum in Hiobum. 1700, 1705
  - Diss. de doctrinae traditae probatione per ignem ecclesiae doctribus expectanda, ad I, Cor. III. 10-15, pro Licenta. 1701
  - Diss. de formulis quibusdam circa doctrinam de principio & principiato suspectis. 1717

- Diss. quod omnipraesentia Dei substantialis non inferat ejus cum rebus mistionem, pro loco. 1691
- Diss. de transitu copiarum per territorium nostrum, altera pro loco. 1693
- Diss. de Spiritu Mosis in LXX. Seniores posito, pro doctoratu. 1724
- Logicae Peripateticae vestigial a Theologis orthodoxies in scriptis suis pressa. 1705–1726
- Compendium Logicum lectionibus publicis confecratum, aliorumque maxime recentiorum placitis illustratum. Leipzig 1694
- Isagoge in accentuationem utramque prosaicam et metricam non minus a priori, quam a posteriori instituendam, in usum auditorum suorum methodo maxime perspicua concinnata. Leipzig 1695
- Hebraismus, Chaldaismus, Targumico – Talmudico – Rabbinicus & Syriasmus ad harmonium atque compendium redactus cum praecipuis linguae sancte idiotismis, e Glassio in tabulam digestis. Leipzig 1699
- Tractatus Talmudici Biccurim, Chagiga & Horagot. Leipzig 1712
- R. Levi Ben Gerson Commentarius Rabbinicus in Hiobum, latinitate donatus. Leipzig 1703